# Tanjung Laut (Tanjung Lubuk)
Tanjung Laut is een bestuurslaag in het regentschap Ogan Komering Ilir van de provincie Zuid-Sumatra, Indonesië. Tanjung Laut telt 1093 inwoners (volkstelling 2010).